# L'altra Margarida
L'altra Margarida es una obra del pintor Joaquim Sorolla i Bastida de l'any 1892, pintada a l'oli sobre llenç amb unes dimensions aproximades de 142 x 203 cm. Actualment es conserva al Smithsonian American Art Museum de Washington D.C., als Estats Units. Aquest quadre va suposar un punt d'inflexió dins de la primera etapa de l'autor, caracteritzada per un fort compromís amb el realisme social i la denúncia de les desigualtats i tragèdies humanes.
El quadre mostra l'interior d'un vagó de tren, on una dona jove, vestida de negre i amb una expressió enfosquida, es intimidada per un guàrdia civil, el qual la mira amb molt de desig, aquesta acció provoca un gest corporal i una  mirada melancòlica en la protagonista, la qual transmet un profund sentiment de culpa i resignació. La dona és una infanticida acusada d'haver mort el seu fill, possiblement fruit d'una relació fora del matrimoni. L'autor, en aquest cas, denuncia la duresa de la justícia i la moralitat social de l'època. A diferència de les obres posteriors (plenes de llum i color mediterrani), Sorolla opta per una paleta més fosca i continguda, amb una pinzellada mesurada però expressiva per intensificar la càrrega emocional.